# Canton du Mée-sur-Seine
Le canton du Mée-sur-Seine est une ancienne division administrative française, située dans le département de Seine-et-Marne et la région Île-de-France.

## Historique
Le canton du Mée-sur-Seine a été créé à partir du canton de Savigny-le-Temple par décret du 27 février 1991, du fait de la forte croissance démographique de la région consécutive à l'implantation de la ville nouvelle de Sénart, et a été représenté au Conseil Général pour la première fois en 1992.
Dans le cadre du redécoupage cantonal de 2014 en France, ce canton est supprimé et ses communes intégrées au canton de Savigny-le-Temple.

## Composition
Le canton du Mée-sur-Seine groupe 5 communes jusqu'en mars 2015 :
- Le Mée-sur-Seine, 21 083 habitants
- Cesson, 8 012 hab habitants
- Vert-Saint-Denis, 7 174 habitants
- Boissise-la-Bertrand, 991 habitants
- Boissettes, 426 habitants

## Représentation
| Période | Période | Identité           | Étiquette | Qualité |
| ------- | ------- | ------------------ | --------- | --- |
| 1992    | 1998    | René André         | SE-UDF    | Maire du Mée-sur-Seine (1981 → 2001)                                                                               |
| 1998    | 2011    | Gérard Bernheim    | PS        | Cadre bancaire retraité Maire du Vert-Saint-Denis (2001 → 2009) Premier vice-président du Conseil Général[Quand ?] |
| 2011    | 2015    | Jean-Pierre Guérin | PS        | Magistrat à Melun puis collaborateur de Vincent Eblé Conseiller municipal du Mée-sur-Seine                         |

## Tendances et résultats électoraux
| Candidat        | Parti | %       | Voix  |
| --------------- | ----- | ------- | ----- |
| René André      | UDF   | 45,72 % | 5 446 |
| Jacques Machard | PS    | 36,20 % | 4 312 |
| David           | FN    | 18,08 % | 2 154 |

| Candidat        | Parti | %       | Voix  |
| --------------- | ----- | ------- | ----- |
| Gérard Bernheim | PS    | 48,63 % | 5 370 |
| René André      | UDF   | 34,68 % | 3 830 |
| Boronard        | FN    | 16,69 % | 1 843 |

| Candidat        | Parti | %       | Voix  |
| --------------- | ----- | ------- | ----- |
| Gérard Bernheim | PS    | 60,53 % | 8 141 |
| Christian Didon | UMP   | 39,47 % | 5 309 |

## Démographie
| 1999   | 2006   | 2011   | 2012   |
| ------ | ------ | ------ | ------ |
| 37 725 | 36 510 | 38 302 | 38 506 |